# Mark Kerr
Mark Kerr, född 21 december 1968, är en amerikansk MMA-utövare.
Mark Kerr har en solid brottningsbakgrund och är ca 190 cm lång och väger 115 kg.
Mark lämnade UFC för att istället tävla i Pride, men personliga problem (bland annat missbruk av mediciner och olika smärtstillande medel) gjorde att Mark lämnade MMA-världen för att gifta sig med sin dåvarande flickvän och leva ett liv utan fighting.
Mark Kerr är med i filmen "The Smashing Machine", där man får följa Mark under hans träning och fighter i Pride.
Den 4 november 2019 bekräftade skådespelaren Dwayne "The Rock" Johnson att han skulle spela Kerr i en film baserad på Kerrs liv. 